# Carlos Alberto II de Hohenlohe-Waldenburg-Schillingsfürst
Carlos Alberto II de Hohenlohe-Waldenburg-Schillingsfürst (Schillingsfürst, 21 de febrero de 1742-ibidem, 14 de junio de 1796) fue el 3º príncipe de Hohenlohe-Waldenburg-Schillingsfürst desde 1793 hasta 1796.

## Biografía
Carlos Alberto II era el único hijo del príncipe Carlos Alberto I de Hohenlohe-Waldenburg-Schillingsfürst (1719-1793) y de su primera esposa, Sofía Guillermina (1721-1749), una hija del príncipe Dominico Marquard de Löwenstein-Wertheim-Rochefort.
El 19 de mayo de 1761, contrajo matrimonio con su primera esposa, su prima Leopoldina (1739-1765), hija del hermano de su madre, Carlos Tomás, 3º príncipe de Löwenstein-Wertheim-Rochefort, con quien tuvo dos hijos:
- Francisco (1762-1762), murió a la edad de dos meses.
- Una princesa que nació y murió el 2 de junio de 1765.

La princesa Leopodina murió una semana más tarde por las consecuencias del parto. El 15 de agosto de 1773, él contrajo matrimonio con su segunda esposa, la baronesa húngara Judith Reviczky de Revisnye (1751-1836) con quien tuvo los siguientes hijos:
- María Josefa (1774-1824), desposó al conde Maximiliano José von Holnstein, un nieto del emperador Carlos VII del Sacro Imperio Romano Germánico con su amante, María Carolina Carlota von Ingenheim, y tuvo descendencia.
- Carlos Alberto III (1776-1843), sucesor de su padre como 4º príncipe de Hohenlohe-Waldenburg-Schillingsfürst. Se casó dos veces y tuvo descendencia de ambos matrimonios.
- José (1777-1800).
- María Teresa (1779-1819), desposó a Moritz Christian, conde von Fries, y tuvo descendencia.
- Francisca (1780-1783).
- Alberto (1781-1805).
- Antonieta (1783-1803).
- Federica (n. y m. en junio de 1785).
- Leonor (1786-1849), soltera.
- Francisco José (1787-1841), fundador de la rama de los duques de Ratibor y príncipes de Corvey. Desposó a la princesa Constanza de Hohenlohe-Langenburg.
- Carolina (1789-1799).
- Gabriela (1791-1863), desposó al freiherr Karl von Brinkman en 1819, sin descendencia.
- Alejandro (1794-1849), sacerdote católico.